# Jahnkampfbahn
Die Jahnkampfbahn ist eine Leichtathletiksportstätte im Hamburger Stadtteil Winterhude in unmittelbarer Nähe zum Planetarium.
Als Teil des Schumacherschen Gesamtensembles der Parkanlage des Hamburger Stadtparks, begann der Bau der Jahnkampfbahn im Jahr 1919. Seit 1924 ist die Jahnkampfbahn Teil des Stadtparks und dient der Stadt Hamburg als Landesleistungszentrum.

## Nutzung

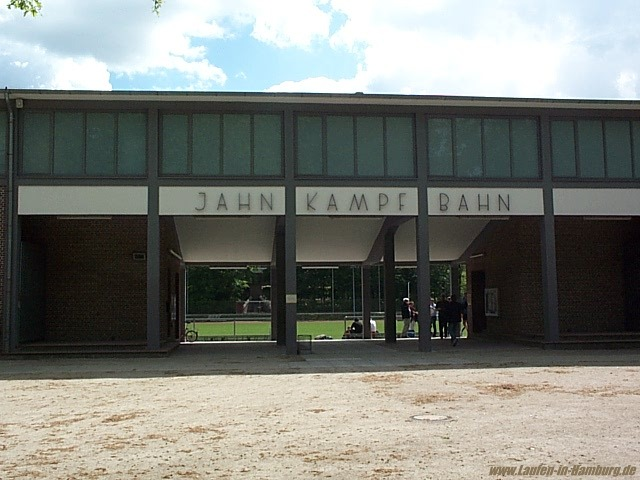
Jahnkampfbahn Hamburg

Die Jahnkampfbahn ist kein öffentliches Leichtathletikstadion, sondern nur für Mitglieder des Leichtathletikverbandes zugänglich.

### Nutzungsfläche
Die Jahnkampfbahn besitzt als einzige Kampfbahn Hamburgs acht Rundlaufbahnen, die mit Kunstbelag ausgestattet sind. Diese Bahn umrandet einen Naturrasenplatz. Außerdem gibt es einen Werferplatz, einen Aufwärmbereich und ein Beachsportareal. Die Jahnkampfbahn beinhaltet verschiedene Sanitäranlagen, Besprechungsräume, Umkleiden und einen Kraftraum.
Die Tribüne der Kampfbahn kann bis zu 3150 Menschen unterbringen und ist überdacht. Weiterhin verfügt sie über ein Regiezentrum sowie einen Athletenblock.

### Ausstattung
Da die Jahnkampfbahn als Landesleistungszentrum der Leichtathleten dient, verfügt sie über die Ausstattung für verschiedene Lauf-, Sprung- und Wurfdisziplinen.
Hierzu gehören Materialien wie:
- Hürden
- Hochsprunganlage
- Kugelstoßanlage
- Speerwurfanlage
- Siegerehrungspodeste
- Hindernisse

Als Wettkampfstätte für internationale Wettkämpfe ist die Jahnkampfbahn nicht geeignet, da hierfür Anforderungen des deutschen Leichtathletikbundes nicht ausreichend erfüllt sind.

### Sanierungsmaßnahmen
Im Jahr 2011 wurden verschiedene Modernisierungsmaßnahmen vorgenommen. Hierzu gehörte die Modernisierung der Rundlaufbahn und des Belags. Eine durchgehende Barrierefreiheit wird nicht gewährleistet. Weitere Modernisierungsmaßnahmen der Kampfbahn sind mit Stand 2021 nicht geplant.

## Wettkämpfe und Veranstaltungen
Als einziges Leichtathletikstadion mit 8 Rundlaufbahnen mit Kunstbelag veranstaltet die Jahnkampfbahn jährlich mehrere Wettkämpfe verschiedener Art.

### Wettkämpfe
- Landesmeisterschaften
- Bundesjugendspiele
- Regionalmeisterschaften
- Norddeutsche Meisterschaften
- Betriebssportmeisterschaften
- Schulmeisterschaften

### Veranstaltungen
- Spendenläufe
- Jugend trainiert für Olympia
- Marathon des Laufwerks Hamburg
- Training der Landespolizeischule
- Training der Landesfeuerwehrschule
- Hochschulsport[3]
- Vereinssport und Tests[4]
- Fest der 1000 Zwerge[5]
- Hamburger Jedermann-Zehnkampf[6]
- Hamburger Osterlauf[7]

## Denkmäler

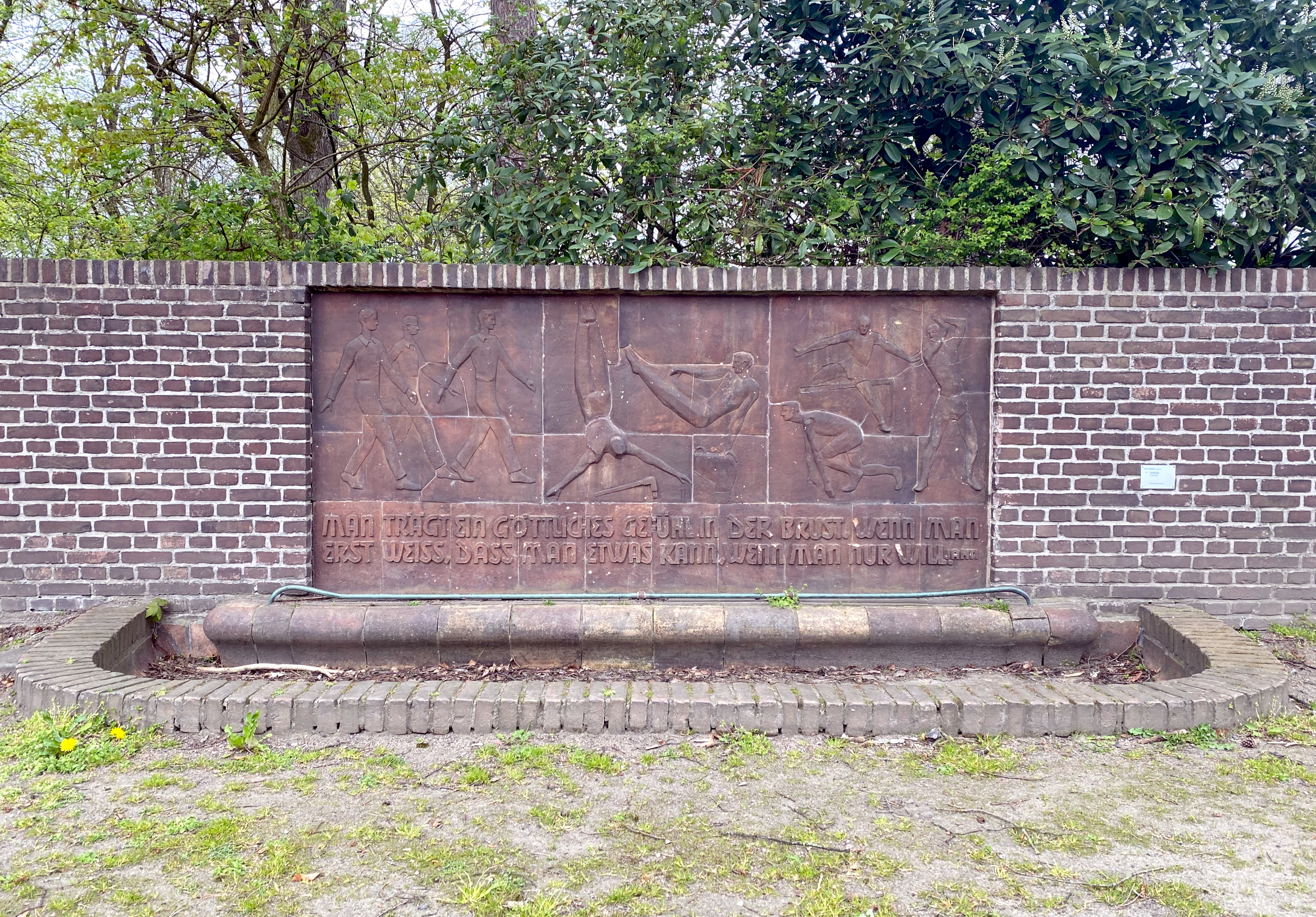
Relief-Brunnen mit Jahn-Zitat

Der denkmalschutzwürdige Stadtpark Hamburg beherbergt das Leichtathletikstadion.
An der Vorderseite der Jahnkampfbahn schuf Kurt Bauer im Jahr 1953 den Jahn-Relief-Brunnen aus Keramik. Auf der Reliefplatte über diesem Brunnen steht ein Zitat von Friedrich Ludwig Jahn: „Man trägt ein göttliches Gefühl in seiner Brust, wenn man erst weiß, daß man etwas kann, wenn man nur will.“
Am Durchgang des Stadions hängt außerdem eine Tafel zu Ehren des Hamburger Hammerwerfers und Olympiasiegers Karl Hein.